# Euphorbia origanoides
Euphorbia origanoides är en törelväxtart som beskrevs av Carl von Linné. Euphorbia origanoides ingår i släktet törlar, och familjen törelväxter. IUCN kategoriserar arten globalt som akut hotad.
Artens utbredningsområde är Ascension. Inga underarter finns listade i Catalogue of Life.